# Xenokrates
Xenokrates, född 395 f.Kr. i Chalkedon, död 314 f.Kr. i Aten, var en grekisk filosof och skolark för den platonska akademin i Aten från 339 till 314 f.Kr. Hans viktigaste insats var att systematisera Platons lära. Han utgick från Platons publicerade skrifter, men också från den muntliga traditionen, för att skapa en heltäckande lära. Xenokrates publicerade gott om egna skrifter, men ingenting finns längre bevarat. En förteckning över hans verk finns dock med i Diogenes Laertios Om kända filosofers liv och tankar.

## Citat
| ” | Jag har ofta ångrat vad jag sagt, men aldrig min tystnad. | „ |

## Eftermäle
Asteroiden 14526 Xenocrates är uppkallad efter  honom.